# 알라무트

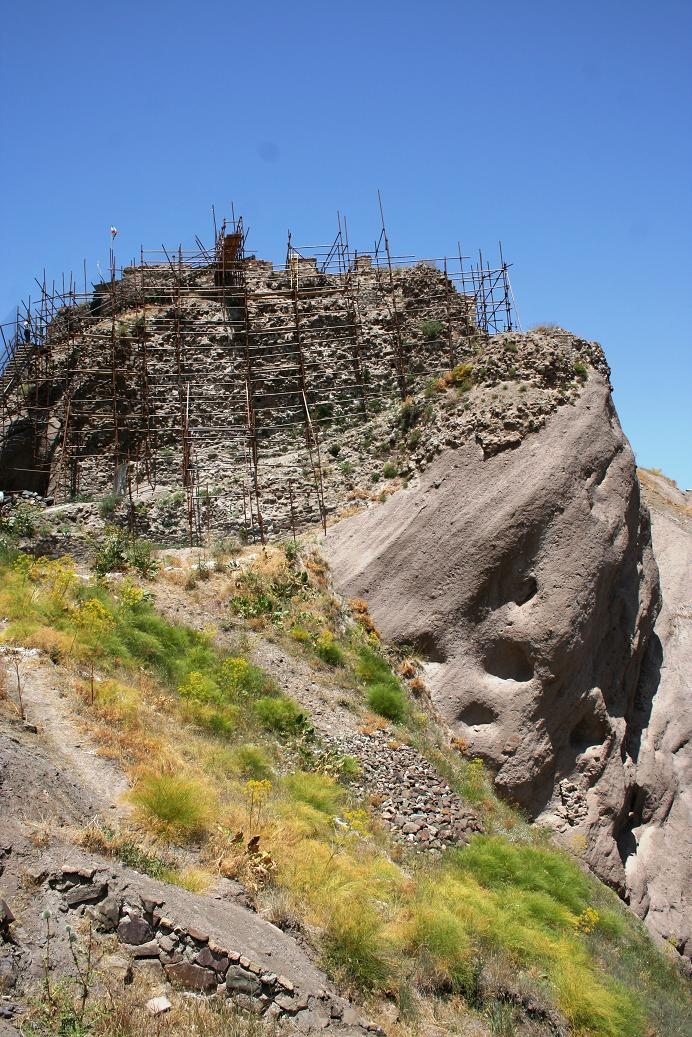
알라무트 요새.

알라무트(페르시아어: قلعه الموت )는 오늘날 이란의 카스피해 남쪽 알보르즈 산맥에 위치한 요새로 과거 시아 이슬람의 일파인 아사신파의 성채가 있었던 곳이다. 테헤란에서 약 100km 떨어져 있다.
알라무트 천연의 요새지로 "독수리 둥지"라는 뜻의 해발 2,100m 알라무트 산의 정상에 위치하였다. 깎아지른 듯한 난공불락의 언덕 정상에 위치한 곳으로, 840년을 전후해 자이드파 신자들이 건설했다고 한다.
1090년 하산 사바흐는 자신을 따르는 아사신 분파를 이끌고 이 요새를 기습 점령하여 이 곳을 아사신의 근거지로 삼고 도서관과 훈련소들 세우고 수많은 요새를 건설하였다. 이 때부터 알라무트는 아사신파의 본부가 되었다.
알라무트는 1256년 12월 15일 훌라구가 이끄는 몽골군에 의해 함락되었다. 요새 자체는 함락되지 않았지만 알라무트의 지도자 루크누드 딘 쿠르샤는 훌라구의 자비를 빌며 항복했다. 그러나 훌라구는 요새를 파괴하였고 그 안의 도서관을 불태우고 수많은 아사신을 학살했다. 아사신들은 그 후에도 계속 알라무트에 살면서 이스마일파로 남아있었다.
마르코 폴로가 1273년 이 곳을 방문하여 알라무트와 아사신에 기록을 남겼다.